# Mast- und Segelhand
Als Masthand bezeichnet man die Hand, die beim Windsurfen näher zum Mast am Gabelbaum greift bzw. direkt den Mast greift. Die mastferne Hand ist die Segelhand.
Je nach Fahrrichtung (vgl. Backbordbug und Steuerbordbug) und Segelstellung (z. B. Schothorn voraus) ändern sich Mast- und Segelhand.

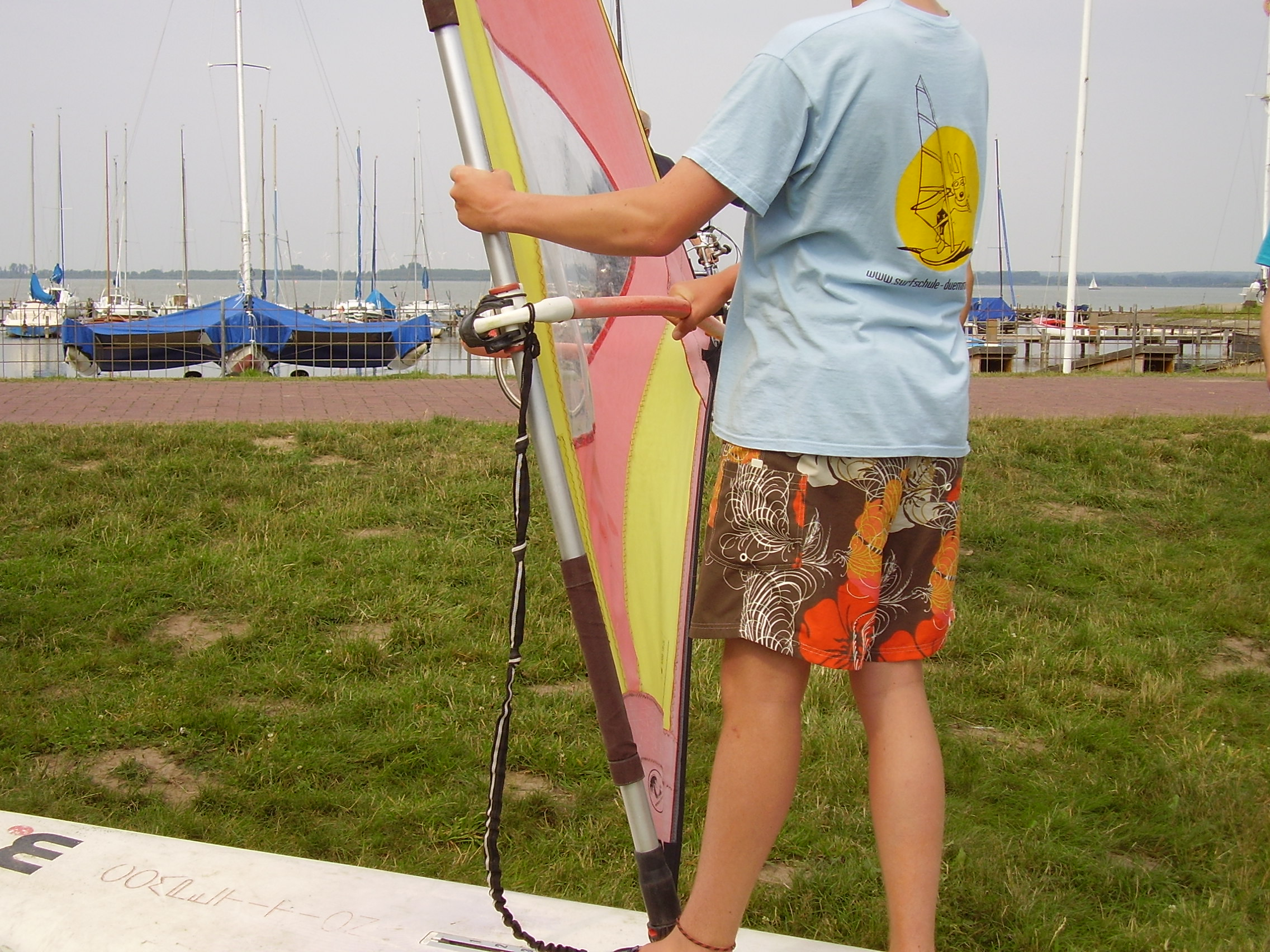
Masthand: linke Hand (direkt am Mast); Segelhand: rechte Hand
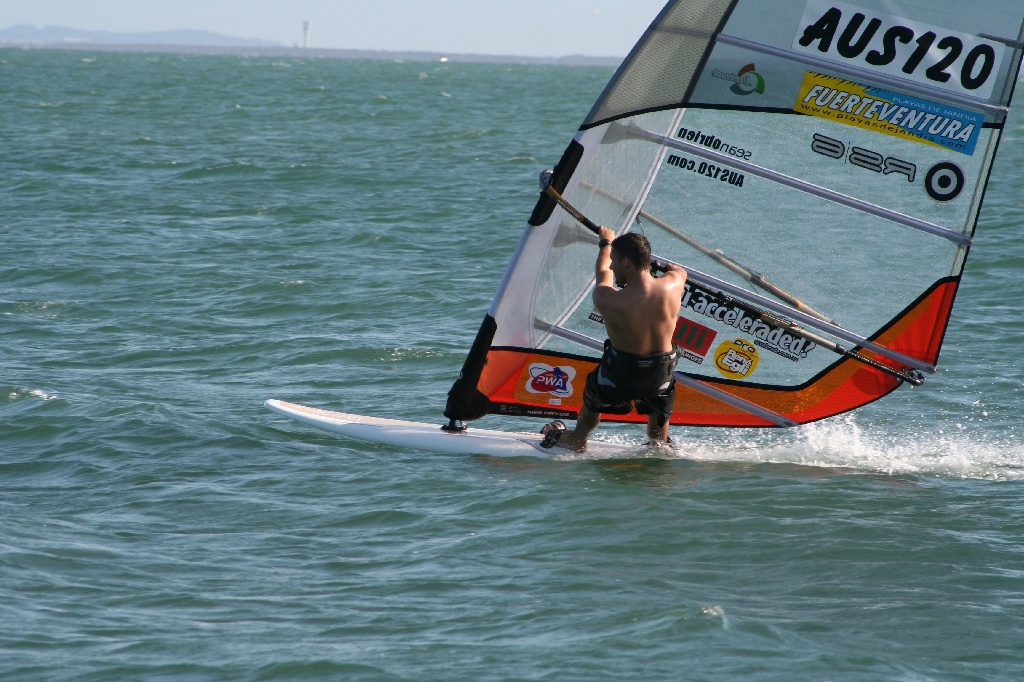
Masthand: linke Hand; Segelhand: rechte Hand
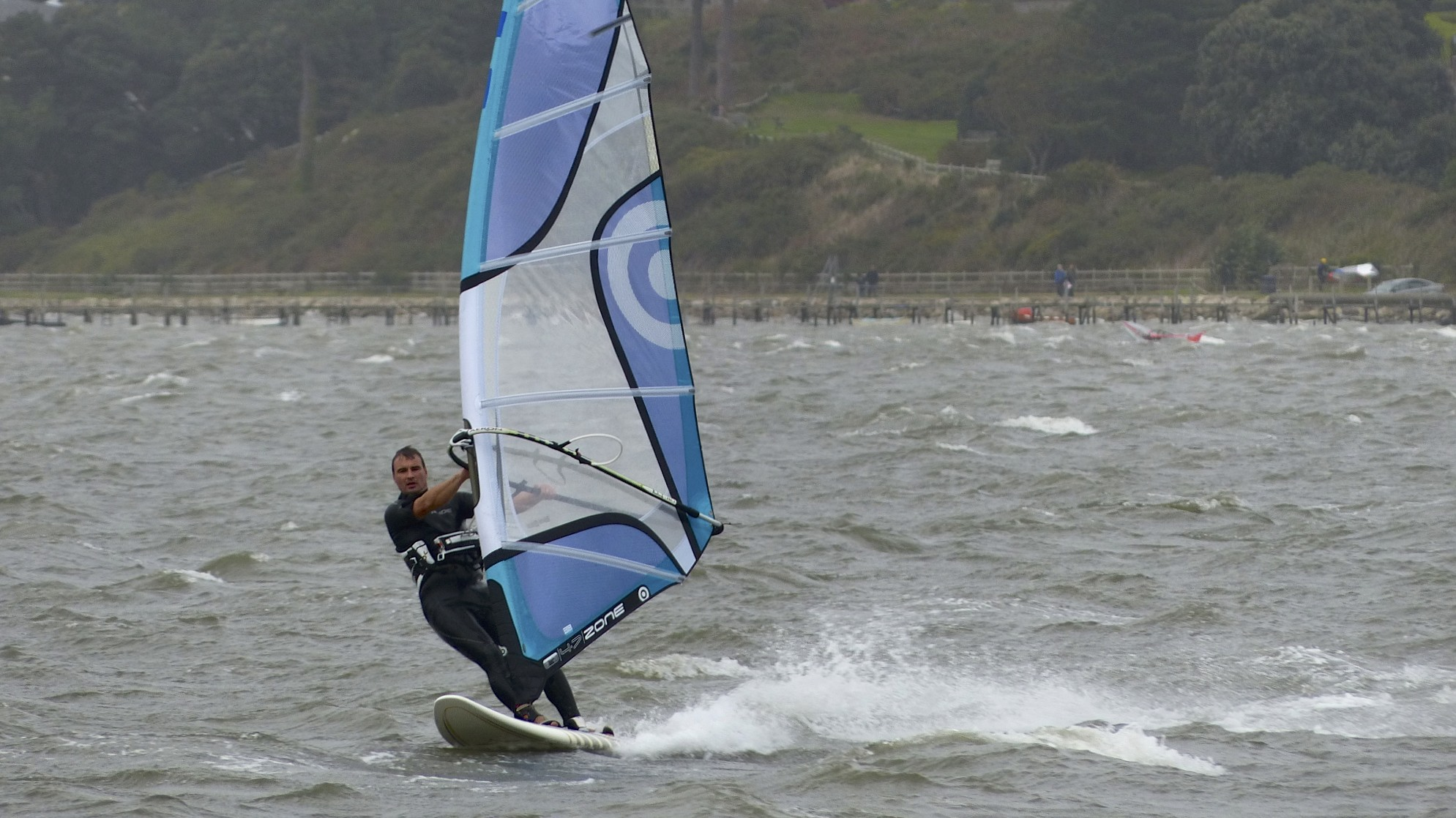
Masthand: rechte Hand Segelhand: linke Hand